# Gamma Tucanae
Gamma Tucanae (γ Tuc) es una estrella en la constelación del Tucán de magnitud aparente +3,99.
Es la segunda estrella más brillante en esa constelación después de α Tucanae y se encuentra a 75 años luz de distancia del sistema solar, siendo el error en la medida del 1,5%.
Su máximo acercamiento a la Tierra tuvo lugar hace 987 000 años, cuando se situó a una distancia de 33 años luz, alcanzando su brillo magnitud +2,21.

## Características
Gamma Tucanae es una estrella blanco-amarilla de la secuencia principal de tipo espectral F4V.
Tiene una temperatura efectiva de 6678 K y es 11,3 veces más luminosa que el Sol.
La medida directa de su diámetro angular mediante interferometría —1,21 milisegundos de arco— da como resultado un diámetro real tres veces más grande que el diámetro solar.
Su velocidad de rotación proyectada, mucho más rápida que la del Sol, está comprendida entre 74 y 95 km/s, lo que conlleva un período de rotación de aproximadamente 1,4 días.
Con una masa un 55% mayor que la masa solar, posee una edad aproximada de 1700 millones de años, en cualquier caso comprendida entre los 1600 y los 1800 millones de años.
Gamma Tucanae forma una binaria amplia con HD 223913, estrella de magnitud +6,65.
Esta última es una enana amarilla de tipo espectral G0V y de igual masa que el Sol.

## Composición química
Gamma Tucanae muestra un contenido metálico considerablemente inferior al solar ([Fe/H] = -0,36).
Frente a algunos pocos elementos como vanadio, cobalto y praseodimio «sobreabundantes» en relación con los niveles solares —este último metal 2,3 veces más abundante que en el Sol—, el resto son deficitarios.
Entre ellos, el zinc es el que evidencia el empobrecimiento más notable ([Zn/H] = -0,56).
En cuanto al contenido de litio, Gamma Tucanae presenta una abundancia relativa claramente superior a la solar (A(Li) = 3,09), pero que se sitúa en la media de la abundancia cósmica de este metal.